# L'or de Tolosa

La migració dels gals volques tectòsages, en la qual es basa la crònica de L'or de Tolosa.

L'Or de Tolosa (Aurum Tolosanum) és la denominació que s'utilitza per referir-se a un tresor que va capturar l'antic procònsol romà Quint Servili Cepió a la ciutat de Tolosa (actual Tolosa de Llenguadoc, Occitània), sota control de la tribu gal·la dels volques tectòsages, una tribu dels quals, els Tolosates, havia fundat la ciutat.
Ciceró, que quasi va ser contemporani dels fets, ho esmenta breument al seu diàleg filosòfic De natura deorum ('La naturalesa dels déus'), fent referència a l'escàndol polític de la tardana República Romana amb les següents paraules «Considereu les altres investigacions judicials: per una banda, la referida a l'or de Tolosa, i, per l'altra, la de la conspiració jugurtina...».
El tresor en sí, va veure discutida la seva verosimilitut per diversos historiadors antics, entre ells Estrabó i Cassi Dió.

### Orígens grecs del tresor gal
En un fragment de l'obra de Cassi Dió, l'historiador afirmava que l'or de Tolosa tenia els seus orígens en la invasió gal·la de Grècia, que va tenir lloc sota el comandament del cap gal Brennus.
Es una tradició literària, ambientada en un context mitològic i llegendari, del que no es coneix amb exactitud el seu fonament, ja que als freqüents esments de l'època imperial, procedents de fonts gregues i llatines, se'ls dona un valor històric gairebé nul.
La història de l'Or de Tolosa és la d'un tresor immens, provinent de l'hipotètic i sacríleg saqueig del Temple d'Apol·lo, a Delfos, durant la invasió cèltica dels Balcans, l'any 279 aC. En aquesta incursió va prendre part un contingent heterogeni de celtes. Després d'aquesta invasió, una part de la tribu dels gals tectòsages, unint-se a l'onada de retorn, hauria conduït el tresor fins a la Gàl·lia meridional per a dipositar-lo en un santuari cèltic proper a Tolosa de Llenguadoc. L'aura de maledicció que acompanyava a aquell botí hauria estat el motiu de la derrota patida pels romans davant dels teutons a la batalla d'Arausio.

## L'expedició cèltica delsegleiiiaC
A la tradició sobre la seva procedència sacrílega, hi trobem molts elements històrics, barrejats amb ingredients mitològics i llegendaris. Els assetjadors del santuari grec, per exemple, haurien estat rebutjats gràcies a la intervenció divina d'Apol·lo, ajudat per una divinitat Hiperbòria. En aquella brega el mateix Brennus, cap dels invasors gals, va quedar greument ferit i l'exèrcit cèltic va emprendre una maniobra de replegament. Brennus, agonitzant per les seves ferides, va morir durant el viatge de tornada.
La major part de l'expedició va anar a destinacions diferents. Una part se'n va tornar a la Conca Pannònica, l'est d'Europa, i a la Gàl·lia, mentre que uns altres es van establir a les noves terres conquerides. La seva unió amb els nadius va provocar l'etnogènesi de la Confederació dels escordiscs i el naixement dels regnes de la Galàcia i de Tylis.

## La tradició romana
Als relats de la tradició grega sobre el fallit assalt al temple d'Apol·lo per part de l'exèrcit cèltic, gràcies a la intervenció divina, la tradició romana prefereix aportar una versió diferent, amb una marcada intenció anti-celta.
A la literatura romana, l'expedició va alimentar la llegenda literària d'aquell fabulós tresor - l'Aurum Tolosanum, prop de 70 tones d'or - que els romans van trobar l'any 105 aC. en un Nemeton o santuari cèltic pròxim a la ciutat de Tolosa de Llenguadoc.
Segons la tradició, aquell tresor era una part del botí saquejat a Delfos, posteriorment traslladat a la Gàl·lia, després de diversos episodis, de la mà d'alguns dels membres de la tribu dels volques tectòsages, un poble gal provinent de la zona de Galítsia, de l'Europa Central, que després va emigrar a la regió al voltant de Tolosa de Llenguadoc.

### L'or maleït i la derrota romana a Arausio
Segons els cronistes romans, els fets relacionats amb l'or dels tectòsages tenien una aura maleïda, relacionada amb el seu origen sacríleg. Així, el procònsol de la Gàl·lia Transalpina, Quint Servili Cepió, que havia derrotat, un any abans, la insurrecció dels volques, va ser acusat de quedar-se una part del tresor de Tolosa, simulant un assalt de bandolers a la caravana que transportava l'or fins a la ciutat portuària de Massàlia, des d'on seria traslladat a Roma.
Tanmateix, la maledicció que acompanyava al tresor hauria tornat a aparèixer després de la segona sostracció sacrílega. L'«or maleït de Delfos», es creia que hauria estat la causa de la humiliant derrota d'en Servili Cepió davant els teutons i els cimbres durant la batalla d'Arausio, prop de l'actual Aurenja, França), patida l'any següent del robatori del tresor. Caigut en desgràcia per la seva derrota, Cepió va ser acusat pel tribú de la plebs Gai Norbà i condemnat a mort. La seva família va caure en desgràcia i per això els seus fills van haver de dedicar-se a la prostitució, mentre que d'ell no es coneix exactament la seva fi. Potser la sentència es va executar o, potser, com insinuen altres fonts, va acabar els seus dies a la ciutat d'Esmirna, a l'Àsia Menor.

## L'Or de Tolosa a la literatura
A les novel·les ambientades a l'antiga Roma de l'escriptora australiana Colleen McCullough es fa esment del robatori del tresor per part de Servili Cepió. En aquestes ficcions, en Cepió és exiliat, però aconsegueix que el seu fill, en Quint Servili Cepió, hereti el tresor comprant propietats a la Gàl·lia Cisalpina i posant-les a nom de testaferros.